# Minh Hải Pháp Bảo

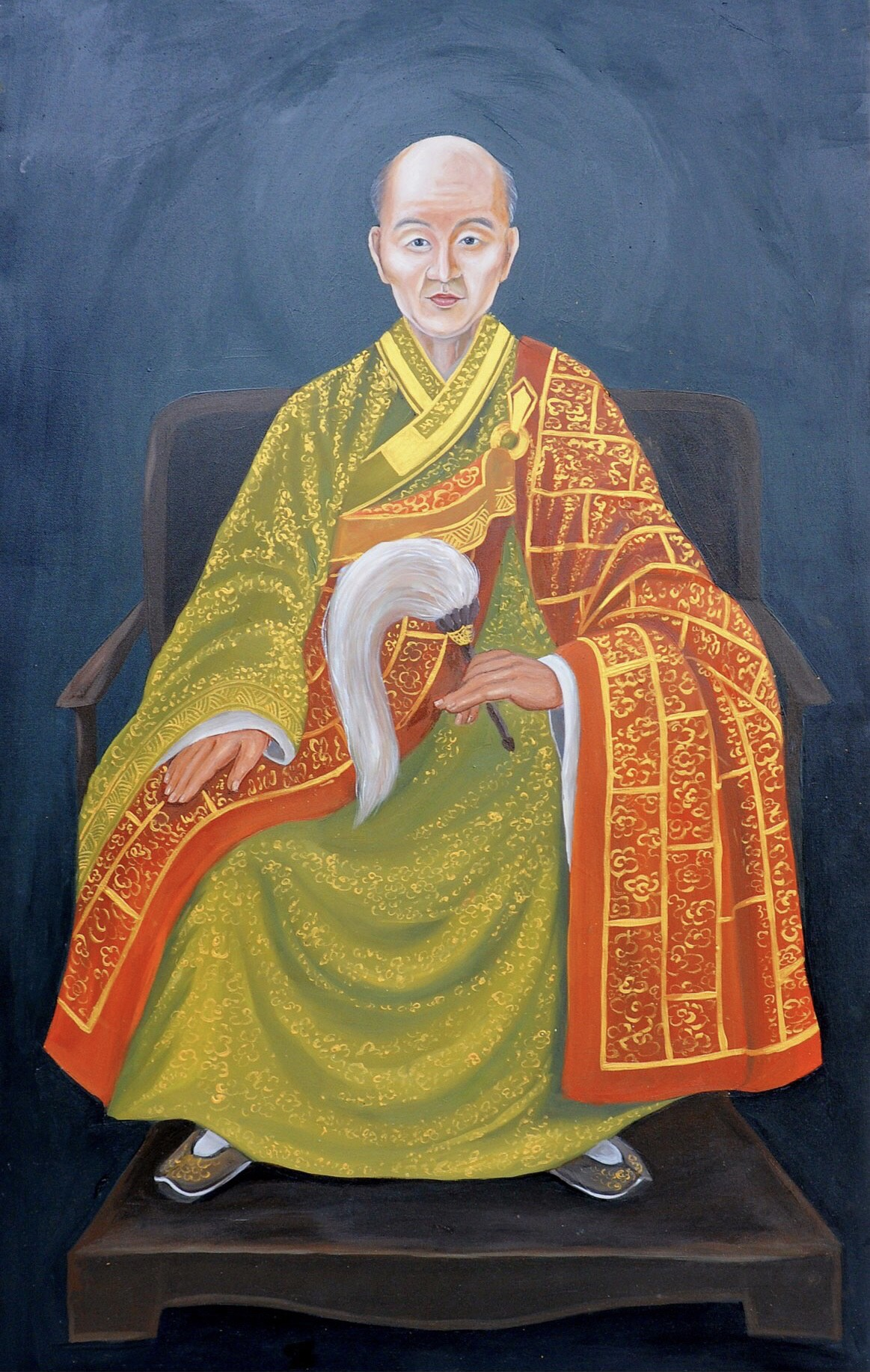
Tổ Sư Minh Hải Pháp Bảo

Thiền sư Minh Hải - Đắc Trí - Pháp Bảo (chữ Hán: 明海-得智-法寶; 1670-1746), thường được gọi ngắn là Minh Hải Pháp Bảo hoặc Đắc Trí Đại Sư là một trong những vị cao tăng của Phật giáo Việt Nam thế kỷ 18. Sư là đệ tử đời thứ 34 của Lâm Tế tông tại Trung Quốc, có công khai sơn ra tổ đình Chúc Thánh (Hội An), được xem là vị sơ tổ khai sinh ra dòng phái Lâm Tế Chúc Thánh, một dòng tu đã đóng góp rất lớn vào sự phát triển của Phật giáo miền Trung Việt Nam.

## Thân thế
Sư thế danh Lương Thế Ân (梁卋恩), sinh vào giờ Tuất, ngày 28 tháng Sáu năm Khang Hi thứ 8 (1670), tại làng Thiệu An, huyện Đồng An, phủ Tuyền Châu, tỉnh Phúc Kiến, Trung Quốc. Thân phụ là Lương Đôn Hậu, thân mẫu là Trần Thục Thận. Sư là người con thứ 2 trong gia đình có 3 anh em, anh trai là Lương Thế Bảo, em trai là Lương Thế Định.
Sinh ra trong một gia đình thuần phong Nho giáo, từ thuở thiếu thời, Sư có tiếng thông minh khác người. Năm Mậu Ngọ (1678), Sư được song thân đưa đến xuất gia tại chùa Báo Tư thuộc tỉnh Quảng Châu, khi vừa tròn 9 tuổi. Đến năm 20 tuổi, Sư thọ Cụ túc giới với pháp danh Minh Hải, tự Đắc Trí, hiệu là Pháp Bảo, nối pháp đời 34 tông Lâm Tế truyền theo bài kệ của tổ Vạn Phong Thời Ủy.

## Sang Đại Việt
Vào khoảng năm 1687-1690, Thiền sư Nguyên Thiều được chúa Nguyễn Phúc Trăn cử về Trung Quốc để thỉnh thêm tăng sĩ, kinh Phật giáo, Phật tượng, pháp khí sang Đàng Trong. Sau khi hoàn thành nhiệm vụ tốt đẹp, chúa Nguyễn hỗ trợ cho sư mở Đại giới đàn ở chùa Thiên Mụ (Huế) .
Năm Ất Hợi (1695), sư Nguyên Thiều thỉnh được Hòa thượng Thạch Liêm cũng như các danh sư Minh Hải Pháp Bảo, Minh Vật Nhất Tri, Minh Hoằng Tử Dung, Minh Lượng Thành Đẳng v.v... trong hội đồng thập sư sang truyền giới. Phái đoàn xuống thuyền tại bến Hoàng Phố và cập bến Hội An vào ngày 28 tháng Giêng năm Ất Hợi (1695). Sau đó đoàn ra Thuận Hóa và được chúa Nguyễn Phúc Chu đón tiếp trọng thể và thỉnh về trụ tại chùa Thiền Lâm. Ngày mồng 1 tháng Tư năm Ất Hợi (1695), giới đàn được khai mở do sư Thạch Liêm làm Đàn đầu Hòa thượng. Sau chuyến du hành hóa đạo, ngày 24 tháng Sáu năm Bính Tý (1696), sư Thạch Liêm cùng với hầu hết phái đoàn trở về Quảng Đông. Một số vị trong phái đoàn ở lại, tiếp tục khai sơn hoằng hóa như sư Minh Hoằng Tử Dung khai sơn chùa Ấn Tông ở Thuận Hóa, sư Minh Lượng Thành Đẳng khai sơn chùa Vạn Đức tại Cẩm Hà, Hội An và sư Minh Hải Pháp Bảo khai sơn chùa Chúc Thánh tại Cẩm Phô-Hội An. Bấy giờ, sư Minh Hải Pháp Bảo chỉ mới khoảng 26 hoặc 27 tuổi.

## Sáng lập dòng phái Lâm Tế Chúc Thánh
Thời gian đầu ở lại Đàng Trong, sư Minh Hải Pháp Bảo chỉ lập một thảo am ở Hội An để tịnh tu phạm hạnh. Dần dà, danh tiếng Sư được nhiều người biết đến, người dân phố Hội và các vùng phụ cận đến nghe giảng ngày càng đông. Thấy cơ duyên hóa độ đã đến, Sư chính thức khai đường giảng pháp, tiếp tăng độ chúng. Để cho sự truyền thừa có quy củ dài lâu, Sư biệt xuất một bài kệ truyền pháp như sau:
傳 法 名 偈
明 實 法 全 彰
印 真 如 是 同
祝 聖 壽 天 久
祈 國 祚 地 長.
Truyền pháp danh kệ:
Minh Thiệt Pháp Toàn Chương
Ấn Chơn Như Thị Đồng
Chúc Thánh Thọ Thiên Cửu
Kỳ Quốc Tộ Địa Trường
傳 法 字 偈
得 正 律 為 宗
祖 道 解 行 通
覺 花 菩 提 樹
充 滿 人 天 中.
Tuyền pháp tự kệ:
Đắc Chánh Luật Vi Tông
Tổ Đạo Giải Hạnh Thông
Giác Hoa Bồ Đề Thọ
Sung Mãn Nhơn Thiên Trung
Trong bài kệ này, 4 câu đầu dùng để đặt pháp danh và 4 câu sau dùng để cho pháp tự. Từ đây, trong dòng lịch sử truyền thừa của Phật giáo Việt Nam có một dòng thiền mới xuất hiện mà sử sách gọi là dòng thiền Chúc Thánh, hay còn gọi thiền phái Minh Hải Pháp Bảo. Hiện nay, dòng thiền Chúc Thánh đã truyền xuống đến các chữ Thánh, Thọ và sự ảnh hưởng của dòng thiền này không những ở các tỉnh miền Trung, miền Nam mà còn lan tận đến các quốc gia ở các châu lục trên thế giới.

## Viên tịch
Sau gần 50 năm sang Việt Nam trác tích hoằng hóa, đến ngày mồng 7 tháng 11 năm Bính Dần (1746), Sư gọi chúng đệ tử đến dặn dò và đọc kệ phú chúc:
原 浮 法 界 空
真 如 無 性 相
若 了 悟 如 此
眾 生 與 佛 同.
Nguyên phù pháp giới không
Chơn như vô tánh tướng
Nhược liễu ngộ như thử
Chúng sanh dữ Phật đồng
Tạm dịch
Pháp giới như mây nổi
Chân như không tánh tướng
Nếu hiểu được như vậy
Chúng sanh với Phật đồng

Sau khi phú chúc cho hàng môn đệ xong, Sư thâu thần thị tịch, trụ thế 77 tuổi. Các đệ tử sau đó đưa nhục thân của Sư nhập bảo tháp ở phía Tây Nam trong khuôn viên tổ đình Chúc Thánh.

Long vị Tổ sư Minh Hải tại chùa Chúc Thánh

## Chú thích

Tổ Sư Minh Hải - Pháp Bảo (1670-1746)